# Patricia Arquette
Patricia Tarrey Arquette (Chicago, 8 de abril de 1968) es una actriz estadounidense ganadora de un Premio Óscar, tres Globos de Oro, un BAFTA, dos Premios del Sindicato de Actores y dos Emmy.

## Biografía
Hija del actor, guionista y productor televisivo Lewis Arquette y de la actriz Brenda Denaut, y hermana de Rosanna Arquette, David Arquette, Alexis Arquette y Richmond Arquette, todos ellos actores.

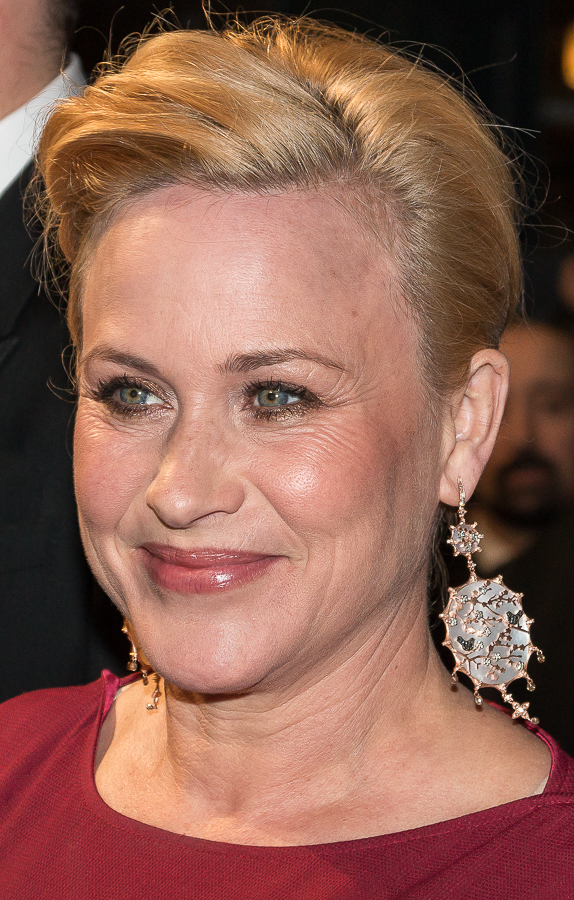
Arquette en 2015

Al cumplir 15 años se fue a vivir con su hermana mayor Rosanna, y tras su inseguridad inicial empezó a trabajar en el mundo del espectáculo a los 18 años, en 1986. Un año más tarde llamó la atención por su rol en Pesadilla en Elm Street 3: Guerreros del Sueño, a menudo considerado el mejor film de la serie, superando a sus dos antecesoras (gracias en parte a la labor del director Chuck Russel y del guionista Frank Darabont).[cita requerida] En 1989, tuvo su primer hijo, Enzo, junto con Paul Rossi. Luego su carrera despegó y apareció en películas como True Romance, Beyond Rangoon, Ethan Frome, Lost Highway, y Flirting with Disaster. Ganó un premio Cable ACE en 1991 por su interpretación de una sorda epiléptica en Wildflower. Patricia Arquette afirmó en una entrevista haber rechazado el papel protagonista de "Pulp Fiction" (1994), uno de los filmes más reconocidos de Quentin Tarantino.
Estuvo casada con el también actor Nicolas Cage desde 1995 hasta 2001 y en 2003 dio a luz a su hija Harlow Olivia Calliope, fruto de su relación con el actor Thomas Jane con el que contrajo matrimonio en 2006 y del que solicitó el divorcio en enero de 2009. El 9 de julio del mismo año, Arquette decidió darle otra oportunidad a su matrimonio retirando la solicitud de divorcio aunque el matrimonio no tardó mucho en romper, pues en 2013 conoce a Eric White (artist), uno de los pintores más reconocidos de Hollywood y con el que mantiene actualmente una relación sentimental.
Desde el 2005 hasta el 2011 actuó en la serie Medium como Allison Dubois, papel por el cual ganó su primer Emmy en el 2005, y donde no solo los hermanos Arquette y su entonces marido, Thomas Jane, tuvieron un papel sino que actrices relevantes como Emma Stone, Kelly Preston, Frances Fisher o Joey King aparecieron en la serie. Con este rol, Arquette obtuvo una nominación a los Globos de Oro en el 2008 a la Mejor Actriz de Serie de TV junto con Meryl Streep entre otras.
Antes ya de firmar por Medium, en el 2002 se hizo con uno de los papeles principales de la película Boyhood, dirigida por Richard Linklater que tardó 12 años en grabarse, y que le llevó a ganar su primer Oscar en el 2015 por Mejor Actriz de reparto y un Globo de Oro en el mismo año.
En 2013 vuelve a la pequeña pantalla para unirse, durante la penúltima y última temporada, al elenco de Boardwalk Empire, interpretando a Sally Wheet, contrabandista y propietaria de un bar clandestino en Tampa en las postrimerías de la ley seca.
Durante el 2015 y 2016 trabaja en CSI: Cyber una serie en la que da vida a Avery Ryan pero que es cancelada tras 2 temporadas en la CBS por baja audiencia.
En el 2018 protagoniza, junto a Benicio del Toro y Paul Dano, la miniserie "Escape at Dannemora" dirigida por Ben Stiller y basada en hechos reales. Con este papel se cobra su segundo Globo de Oro en el 2019 aún que no va a ser el último ya que en el 2020 vuelve a ser galardonada con otro Globo de Oro y un Emmy por su papel en la miniserie The Act también basada en hechos reales y que protagoniza junto a Joey King.
En 2022 interpreta a Harmony Cobel en la serie de ciencia ficción Severance.
Arquette asegura estar recibiendo los papeles más importantes de su carrera a su mediana edad ya que no sólo aprende con ellos sino que provocan una reflexión en el público.

## Activista
Patricia Arquette se ha comprometido públicamente con diversas causas sociales.
En 2010 asumió la Dirección Ejecutiva de la ONG GiveLove dedicada a la formación y promoción de la seguridad ecológica sanitaria y a situaciones de emergencia. La organización se creó a raíz del devastador terremoto en Haití de 2010.
En 2015 durante su discurso de aceptación del Oscar a Mejor Actriz Secundaria por su papel de madre en Boyhood, reivindicó la igualdad entre mujeres y hombres y denunció la brecha salarial de género y en 2017 se comprometió en una iniciativa de ONU Mujeres en la campaña #StopTheRobbery para denunciar la diferencia salarial entre mujeres y hombres.
En 2017 participó en la Marcha de las Mujeres en Washington contra el presidente Donald Trump.
En 2019 dedicó su discurso de aceptación de un premio Emmy como mejor actriz de reparto por su papel en The Act dedicó su discurso a reivindicar trabajo para las personas trans recordando a su hermana, la actriz transgénero, Alexis Arquette fallecida en 2016.
En 1997 su madre falleció de cáncer de mama y lidera desde entonces proyectos que luchan contra esta enfermedad.

## Filmografía

### Cine
| Año  | Película                                       | Papel                                | Notas                        |
| ---- | ---------------------------------------------- | ------------------------------------ | ---------------------------- |
| 1987 | Pesadilla en Elm Street 3: Guerreros del Sueño | Kristen Parker                       |                              |
| 1987 | Pretty Smart                                   | Zero                                 |                              |
| 1988 | Time Out                                       | Lucy                                 |                              |
| 1988 | Far North                                      | Jilly                                |                              |
| 1989 | Uncle Buck                                     | Additional Voices                    |                              |
| 1990 | Prayer of the Rollerboys                       | Casey                                |                              |
| 1991 | The Indian Runner                              | Dorothy                              |                              |
| 1992 | Inside Monkey Zetterland                       | Grace                                |                              |
| 1993 | Trouble Bound                                  | Kit Califano                         |                              |
| 1993 | Ethan Frome                                    | Mattie Silver                        |                              |
| 1993 | True Romance                                   | Alabama Whitman                      |                              |
| 1994 | Holy Matrimony                                 | Havana                               |                              |
| 1994 | Ed Wood                                        | Kathy O'Hara                         |                              |
| 1995 | Más allá de Rangún                             | Laura Bowman                         |                              |
| 1996 | Flirting with Disaster                         | Nancy Coplin                         |                              |
| 1996 | Infinity                                       | Arline Greenbaum                     |                              |
| 1996 | El agente secreto                              | Winnie                               |                              |
| 1997 | Lost Highway                                   | Renee Madison / Alice Wakefield      |                              |
| 1997 | La sombra de la noche                          | Katherine                            |                              |
| 1998 | Goodbye Lover                                  | Sandra Dunmore                       |                              |
| 1998 | Hi-Lo Country                                  | Mona Birk                            |                              |
| 1999 | Stigmata                                       | Frankie Paige                        |                              |
| 1999 | Bringing Out the Dead                          | Mary Burke                           |                              |
| 2000 | Little Nicky                                   | Valerie Veran                        |                              |
| 2001 | Human Nature                                   | Lila Jute                            |                              |
| 2001 | Lady and the Tramp II: Scamp's Adventure       | Beaver (voz)                         |                              |
| 2002 | The Badge                                      | Scarlett                             |                              |
| 2003 | Deeper Than Deep                               | Linda Lovelace                       |                              |
| 2003 | Holes                                          | Miss Katherine "Kissin' Kate" Barlow |                              |
| 2003 | Tiptoes                                        | Lucy                                 |                              |
| 2006 | Fast Food Nation                               | Cindy                                |                              |
| 2008 | A Single Woman                                 | Narradora                            |                              |
| 2012 | Girl in Progress                               | Ms. Armstrong                        |                              |
| 2012 | Glimpse Inside the Mind of Charles Swan III    | Izzy                                 |                              |
| 2013 | Vijay and I                                    | Julia                                |                              |
| 2013 | Electric Slide                                 | Tina                                 |                              |
| 2014 | Boyhood                                        | Olivia Evans                         |                              |
| 2015 | The Wannabe                                    | Rose                                 |                              |
| 2016 | Equal Means Equal                              |                                      | Productora ejecutiva         |
| 2017 | Permanent                                      | Jeanne Dixon                         |                              |
| 2017 | Waves for Water                                | Ella misma                           | Película documental          |
| 2019 | Toy Story 4                                    | Mamá de Harmony (voz)                |                              |
| 2019 | Más que madres                                 | Gillian Liberman                     | También productora ejecutiva |

### Televisión
| Año           | Título                            | Papel                                   | Notas                                                                                          |
| ------------- | --------------------------------- | --------------------------------------- | ---------------------------------------------------------------------------------------------- |
| 1987          | Daddy                             | Stacy                                   | Telefilme                                                                                      |
| 1989          | The Edge                          | Raped Woman                             | Telefilme                                                                                      |
| 1990          | CBS Schoolbreak Special           | Dana MacCallister                       | Episodio: "The Girl with the Crazy Brother"                                                    |
| 1990          | Thirtysomething                   | Stephanie                               | Episodio: "Good Sex, Some Sex, What Sex, No Sex"                                               |
| 1990          | The Outsiders                     | Rhonda Sue                              | Episodio: "The Stork Club"                                                                     |
| 1990          | Historias de la cripta            | Mary Jo                                 | Temporada 2, episodio 9: "El triangulo cuadrilátero"                                           |
| 1991          | Dillinger                         | Polly Hamilton                          | Telefilme                                                                                      |
| 1991          | Wildflower                        | Alice Guthrie                           | Telefilme                                                                                      |
| 1994          | Betrayed by Love                  | Deanna                                  | Telefilme                                                                                      |
| 2005–2011     | Medium                            | Allison DuBois                          | 130 episodios Directora: 2 episodios: "A Person of Interest" & "The First Bite is the Deepest" |
| 2012          | Law & Order: Special Victims Unit | Jeannie Kerns                           | Temporada 14, episodio 9: "Sueños Aplazados"                                                   |
| 2013–2014     | Boardwalk Empire                  | Sally Wheet                             | 10 episodios                                                                                   |
| 2014          | CSI: Crime Scene Investigation    | Agente Especial / Directora, Avery Ryan | 2 episodios                                                                                    |
| 2015–2016     | CSI: Cyber                        | Agente Especial / Directora, Avery Ryan | 31 episodios                                                                                   |
| 2015          | Inside Amy Schumer                | Ella misma                              | Episodio: "Last Fuckable Day"                                                                  |
| 2018          | Escape at Dannemora               | Joyce "Tilly" Mitchell                  | 7 episodios                                                                                    |
| 2019          | The Act                           | Dee Dee Blanchard                       | 8 episodios                                                                                    |
| 2022–presente | Severance                         | Harmony Cobel / Mrs. Selvig             | 9 episodios                                                                                    |
| 2023          | High Desert                       | Peggy Newman                            | 8 episodios                                                                                    |